# Battle Metal
Battle Metal (c англ. «Боевой металл») — дебютный альбом финской фолк-метал-группы Turisas, вышедший в 2004 году.
В треке «Rex Regi Rebellis» использована мелодия финского военного марша 1930-х годов.

## Список композиций
1. «Victoriae & Triumphi Dominus» — 1:27
2. «As Torches Rise» — 4:51
3. «Battle Metal» — 4:23
4. «The Land of Hope and Glory» — 6:22
5. «The Messenger» — 4:42
6. «One More» — 6:50
7. «Midnight Sunrise» — 8:15
8. «Among Ancestors» — 5:16
9. «Sahti-Waari» — 2:28
10. «Prologue for R.R.R.» — 3:09
11. «Rexi Regi Rebellis» — 7:10
12. «Katuman Kaiku» — 2:22

## Участники записи
- Warlord Nygard — вокал, программирование, перкуссия
- Georg Laakso — электро- и акустическая гитары,
- Antti Ventola — клавишные, синтезатор, вибрафон, орган Хаммонда
- Jussi Wickstrom — электро- и акустическая гитары, бас-гитара
- Tude Lehtonen — ударные

### Приглашённые участники
- Riku Ylitalo — клавишные, аккордеон
- Olli Vanska — скрипка
- Emmanuelle Zoldan — вокал
- Saku Teravainen — вокал
- Hannes Horma — вокал
- Teemu Lehtonen — вокал
- Sami Aarnio — вокал
- Winsef Boncamper — вокал